# Alle Herrlichkeit auf Erden
Alle Herrlichkeit auf Erden (Originaltitel: Love is a Many Splendored Thing) ist ein US-amerikanischer Spielfilm aus dem Jahr 1955 von Henry King. Das Drehbuch verfasste John Patrick. Es beruht auf dem gleichnamigen autobiografischen Roman der chinesischen Ärztin und Autorin Han Suyin. Die Hauptrollen sind mit William Holden, Jennifer Jones und Torin Thatcher besetzt. In der Bundesrepublik Deutschland kam der Streifen zum ersten Mal am 15. Dezember 1955 ins Kino.
„The many splendoured thing“ steht in Francis Thompsons Gedicht The Kingdom of God für Glanz und Herrlichkeit des Paradies.
Der deutsche Titel des Films spielt vielleicht auf eine Stelle im 1. Petrusbrief über die Vergänglichkeit des Menschen an:

„Denn »alles Fleisch ist wie Gras und alle seine Herrlichkeit wie des Grases Blume. Das Gras ist verdorrt und die Blume abgefallen; aber des Herrn Wort bleibt in Ewigkeit« (Jes 40,6–8 ). Das ist aber das Wort, welches unter euch verkündigt ist.“

## Handlung
Hongkong 1949. Bei einem Empfang im Haus des Krankenhausdirektors Palmer-Jones lernt die Ärztin Han Suyin den amerikanischen Journalisten Mark Eliot kennen. Der ist von der Dame so angetan, dass er sie gleich für den nächsten Tag zu einem Essen einlädt. Suyin lehnt jedoch ab. Auf dem gemeinsamen Heimweg mit ihrem Kollegen Keath erfährt die Ärztin, dass Eliot seit einiger Zeit von seiner Frau getrennt lebe und sich scheiden lassen wolle. Daraufhin nimmt sie Marks zweite Einladung an, weil sie glaubt, ihm in dieser schweren Zeit beistehen zu können. – Ein Wassertaxi bringt die beiden zu einer kleinen vorgelagerten Insel, wo sie in ein feines Lokal einkehren. Während des Essens schließen sie Freundschaft und treffen sich fortan öfters. Schließlich verlieben sie sich ineinander.
Als Mark eines Tages seine Geliebte im Krankenhaus aufsuchen will, trifft er auf Dr. Sen, einen von Suyins früheren Kommilitonen. Der bittet Mark, Suyin nicht zu enttäuschen, weil sie bereits einen schweren Schicksalsschlag – ihr Mann wurde im Chinesischen Bürgerkrieg von den Kommunisten erschossen – habe einstecken müssen. Eine weitere Enttäuschung verkrafte sie nicht.
Suyin besucht wieder einmal ihre Schwester in Chongqing. Dort muss sie erfahren, dass diese ihre Familie verlassen hat und die Absicht hegt, China den Rücken zu kehren, weil sie eine Bedrohung durch die Kommunisten befürchte. Mark hält derweil bei Suyins Onkel um die Hand seiner Freundin an. Die Erlaubnis wird ihm erteilt. Zu seinem Ärger willigt jedoch Marks Frau nicht in die Scheidung ein. Darüber ist auch Suyin enttäuscht; aber beide glauben fest daran, dass dieser Umstand nichts in ihren Gefühlen ändern werde.
Im Jahr darauf muss Mark beruflich nach Macau, und Suyin begleitet ihn. Beide erleben dort die schönsten Tage ihres Lebens, bis Mark nach Korea beordert wird, um über den dort ausgebrochenen Krieg zu berichten. In Korea schreibt Mark fast jeden Tag einen Brief an Suyin. Diese hört im Radio, dass die Kommunisten in der Gegend, wo Mark sich aufhält, einen schweren Luftangriff gestartet haben. Kurze Zeit später liest sie in der Zeitung von Marks Tod. Fortan will die Ärztin ihr ganzes Leben nur noch dem Wohle der Kranken widmen.

## Auszeichnungen
1956 wurde der Film mit drei Oscars ausgezeichnet:
- für das beste Kostümdesign,
- für die beste Filmmusik und
- für den besten Song („Love Is a Many Splendored Thing“).

Für den besten Film und vier weiteren Kategorien hatte er eine Nominierung erhalten.

## Kritik
Das Lexikon des internationalen Films zieht folgendes Fazit: „Romantisches Melodram mit interessanten Details über Alltag und Kultur im zeitgenössischen China, nach einem autobiographischen Roman von Han Suyin.“ Die Onlineversion schreibt in gleichem Ton: „Gediegener Liebesfilm, dessen großer Aufwand die Gefühlsleere jedoch nicht zu verschleiern vermag.“

## Quelle
- Programm zum Film: Das Neue Film-Programm, erschienen im gleichnamigen Verlag H. Klemmer & Co., Neustadt an der Weinstraße, ohne Nummernangabe